# Улица Лыткина (Томск)
Улица Лыткина — улица в Томске. Проходит от улицы Нахимова до улицы 19-й гвардейской дивизии. Длина — 770 метров.

## История
Возникла в 1970-е годы при застройке района Южной площади жилыми домами и студенческими общежитиями, которые первоначально отнесли к улице Нахимова, а после возведения ещё двух домов: № 15 по улице Нахимова и № 135 по Красноармейской улице — приписали к вновь образованной (решением от 9 августа 1978 года) улице, получившей имя участника революционного движения в Томске Фёдора Лыткина (1897—1918).
По чётной стороне улицы располагаются студенческие общежития ТГУ и ТУСУР, три жилых дома и лабораторный корпус СФТИ (1973).
Нечётная сторона на значительном её протяжении является границей исправительной колонии № 4, которую, по мнению некоторых депутатов городской думы, в будущем следует переместить в другое место.
В 2017 году по улице проведён газопровод.

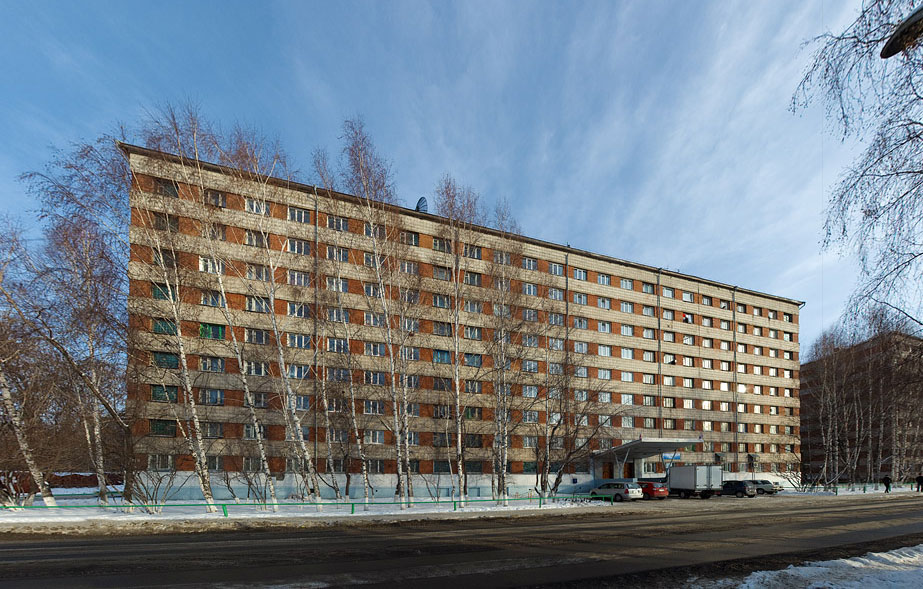
д. 12 — общежитие № 7 ТГУ
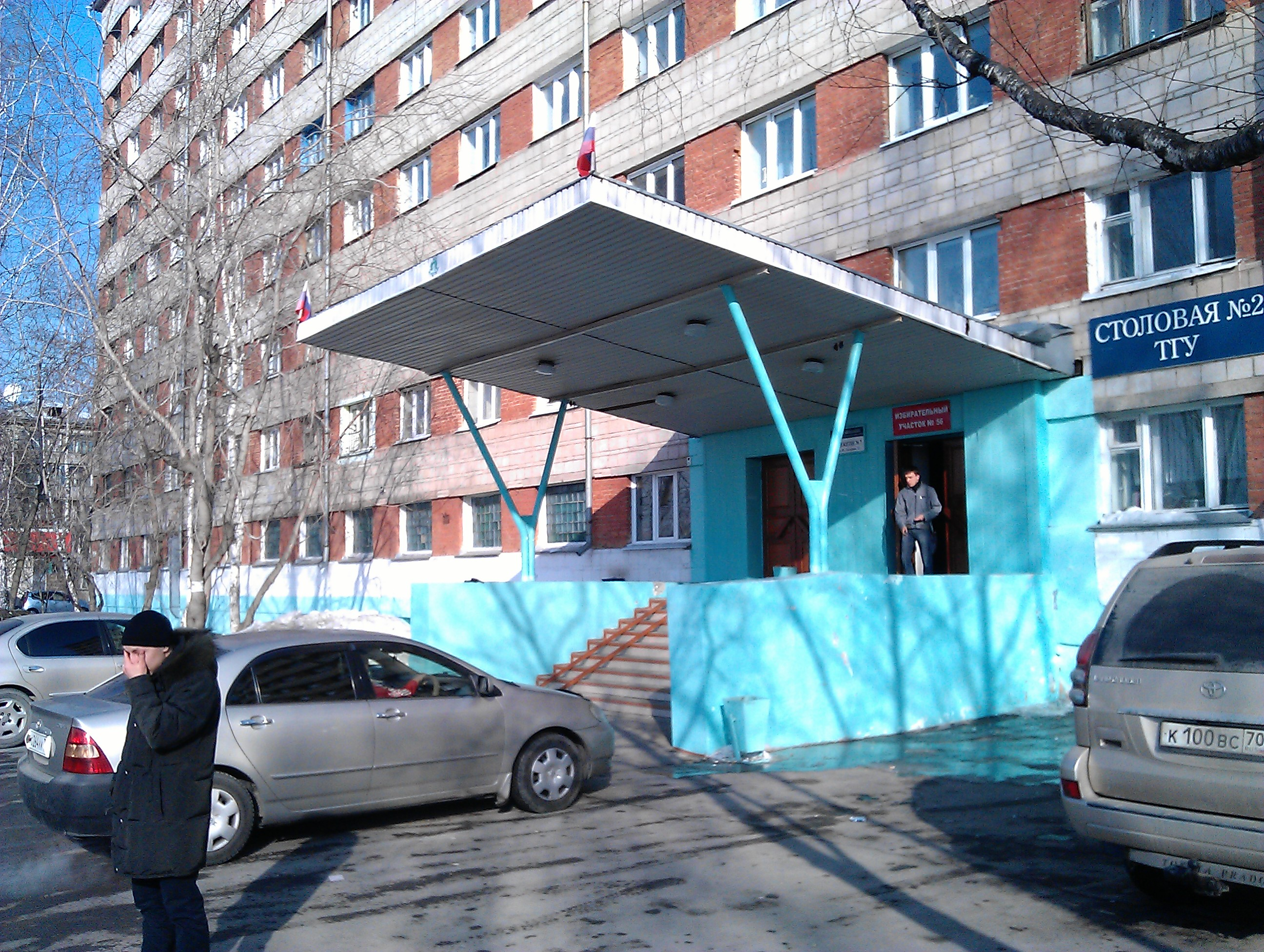